# Scoparia plagiotis
Scoparia plagiotis là một loài bướm đêm trong họ Crambidae.